# Tobía
Tobía è un comune spagnolo di 71 abitanti situato nella comunità autonoma di La Rioja.